# Raffaele Gaetano

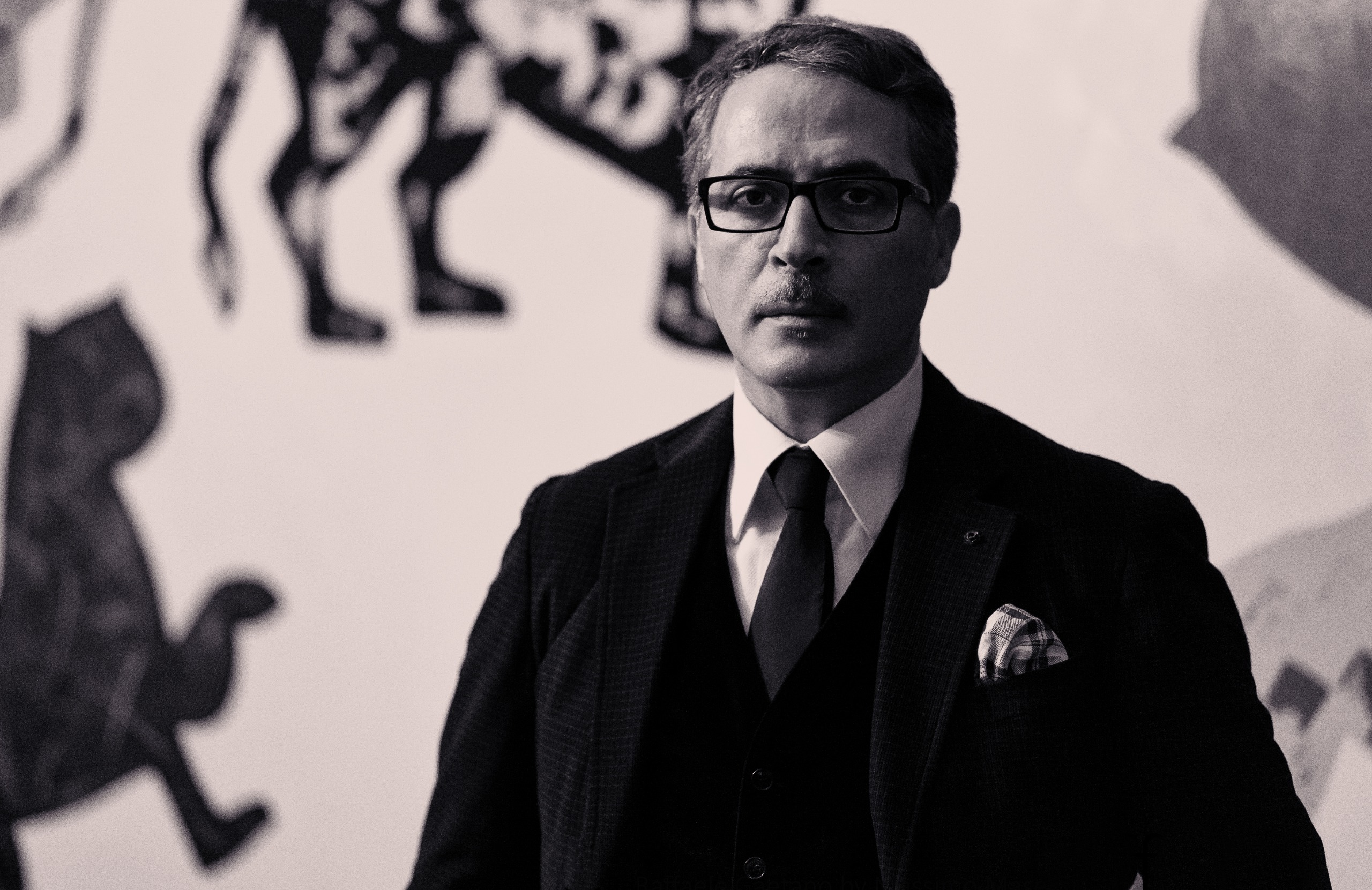
Raffaele Gaetano. Foto di Massimo Maselli, 2019.

Raffaele Gaetano (Lamezia Terme, 8 marzo 1964) è un filosofo e saggista italiano.

## Biografia
Laureato, cum laude, in Estetica presso l'Università della Calabria e in Pedagogia all'Università degli Studi di Messina, ha conseguito il dottorato di ricerca in Estetica e Teoria delle arti all'Università di Palermo.
Allievo del filosofo Elio Matassi, ha insegnato Estetica ed Estetica dell’abitare all'Università di Reggio Calabria. Nello stesso ateneo ha contribuito, con l'allora rettore Alessandro Bianchi e l'urbanista Enrico Costa alla nascita del Master di II livello in Estetica della città, tenendo poi il modulo di Estetica del paesaggio. Ha inoltre insegnato Estetica all'Accademia di belle arti di Catanzaro.
Nel tempo ha rivolto i suoi interessi di studioso all'Estetica del viaggio, ma è noto soprattutto per l’«informatissimo» Giacomo Leopardi e il sublime (Rubbettino), un «lavoro di per sé assai cospicuo, e svolto con passione e correttezza». Come leopardista ha anche curato l'edizione critica del dialogo di Giuseppe Chiarini Della filosofia leopardiana. Dialogo fra un filosofo giobertiano e un razionalista (Rubbettino), incentrato sulla contrapposizione tra il leopardismo cattolico di Vincenzo Gioberti e quello apertamente materialista e ateo ispirato dalle idee del medico e filosofo tedesco Ludwig Büchner. L'opera, introdotta da un ampio saggio, è stata favorevolmente accolta dalla critica: «Prezioso rimane il contributo critico offerto dalla presentazione di un’opera scarsamente nota, e invece fedele come poche … al pensiero leopardiano». Nel 2019 ha pubblicato Leopardi e L’Infinito (Pellegrini) e nel 2023 Silenziosa luna e altri sublimi leopardiani (Li - Edizioni Libritalia), nel quale riprende e sviluppa, in collaborazione con l’artista Max Marra, il tema del rapporto tra Giacomo Leopardi e la categoria estetica del sublime.
Altro proficuo filone di ricerca è stato negli anni quello dedicato allo studio del pensiero estetico e delle opere del disegnatore, archeologo e viaggiatore francese Jean-Claude Richard De Saint-Non, confluito nel 2009 nell’edizione del Viaggio Pittoresco (Rubbettino) e nel 2011 nell'opera di grande formato La Calabria nel Viaggio Pittoresco del Saint-Non (Koinè). Nel 2021 è apparso invece Le vedute calabresi del Saint-Non (Koinè). A proposito di quest’ultima opera, caratterizzata come la precedente dalla presenza di un raccoglitore con le tavole in modalità estraibile, Giuseppe Sertoli ha parlato di un «sontuoso volume impeccabilmente pubblicato», mentre l’allora Ambasciatore di Francia in Italia, Christian Masset, ha scritto: «Questa magnifica opera, che raccoglie tutte queste splendide vedute della Calabria, costituisce anche una preziosa testimonianza del lavoro eccezionale compiuto dall’abate di Saint-Non e dalla sua équipe e rende omaggio alla vostra bellissima regione e alla sua storia».
Collegati a questo ambito di interessi sono anche i suoi studi sul viaggiatore, pittore paesaggista e scrittore inglese Edward Lear. Tra questi spicca Per la Calabria selvaggia (Iiriti, 2021; Laruffa, 2022). L’opera, incentrata su 109 disegni inediti dell'artista portati alla luce da Gaetano alla Central Library di Liverpool, ha suscitato notevole interesse per il suo ricco apparato di vedute, che getta nuova luce su paesi e paesaggi della Calabria di metà ’800: «Bisogna essere grati per più ragioni a Raffaele Gaetano per la pubblicazione di questo volume, importante nei contenuti e molto elegante nella forma». Per parte sua Marco Graziosi ha scritto sull’autorevole portale leariano «A Blog of Bosh»: «A very nice tome and well worth having». Non diverse considerazioni fa lo storico dell'arte Mario Panarello: «Il corpus dei disegni identificati … offre all’autore la possibilità di entrare nel vivo del viaggio calabrese di Lear e di fare emergere il determinante aspetto del paesaggio e le sue suggestioni estetiche». A Gaetano si deve anche, nel 2023, l’edizione critica del celebre Giornale di viaggio a piedi in Calabria di Lear (Laruffa), basata sulla traduzione di Giuseppe Isnardi, opera che Miriam Conidi ha definito sulle pagine culturali del quotidiano «Gazzetta del Sud» «incisiva e rigorosa». Declinando i contenuti del Giornale di viaggio, lo studioso ha ulteriormente sviluppato il tema dell’ospitalità in Senza ombre di cerimonie (Pellegrini) del 2020 e In viaggio con Edward Lear (Laruffa) del 2023, ricostruendo in Cronache di un viaggio a piedi nella Calabria del 1847 (Laruffa) del 2022 le tappe di quel malavventurato viaggio e i profili dei personaggi conosciuti dall’artista.
Ha collaborato con diverse riviste di italianistica e di filosofia tra cui: «Coscienza Storica», «Itinerari», «Rivista Calabrese di Storia del ’900». Approfondendo i rapporti tra Giacomo Leopardi e il Settecento illuminista, si è anche occupato del filosofo materialista Paul Henri Thiry d'Holbach nel saggio La benda sugli occhi (Rubbettino), di cui il filologo classico Sebastiano Timpanaro ha scritto: «Quanto al libro di Raffaele Gaetano sul barone D'Holbach, sono d'accordo nell'apprezzare altamente l'eccezionale preparazione sulla quale è basato e la limpida esposizione».
Ha contribuito in maniera determinante alla conoscenza del filosofo e critico letterario Pietro Ardito attraverso l'edizione critica della sua opera più cospicua, Artista e Critico (Rubbettino), cui hanno fatto seguito la grande mostra-convegno Pietro Ardito. Uno scrittore da ritrovare e il saggio Le idee estetiche di Pietro Ardito (Il Testo Editor). Tra il 2021 e 2022 è stato tra i promotori e organizzatori del convegno Pietro Ardito. Sacerdote, Letterato, Estetico, curandone successivamente gli atti per l’editore Rubbettino.
Ha diretto la collana Le Stanze di Mnemosine per l'editore Rubbettino. Attualmente dirige la collana All'insegna del Gatto Foss per la Luigi Pellegrini Editore e Parole in Viaggio per la Laruffa Editore. Fa parte dei comitati scientifici della Fondazione «Fortunato Seminara», intitolata allo scrittore Fortunato Seminara e della rivista «Globus».

## Pensiero
Nelle sue numerose opere Raffaele Gaetano ha elaborato una visione «attiva» del pessimismo leopardiano, filtrata attraverso la lente deformante dell’estetica. Per Gaetano l’estetica non deve limitarsi allo studio delle espressioni artistiche ma, prendendo atto dell’ineluttabilità del dolore umano, «costruire» una nuova visione del mondo la cui manifestazione esemplare è la vita concepita come «opera d’arte». Tale consapevolezza lo ha indotto a spaziare in campi di ricerca diversi e a un tempo complementari, capaci oltre le mode e le apparenze di incidere profondamente nella coscienza moderna: dall’Estetica alla Letteratura di viaggio, dalla Critica alle Forme del linguaggio poetico, dalla Fenomenologia dell’arte alla Storia delle idee. I suoi studi più recenti hanno riguardato la percezione del paesaggio e più in generale le dinamiche legate al ruolo delle categorie del Sublime e del Pittoresco nella letteratura di viaggio. In questa nuova prospettiva di ricerca, visione estetica e percezione del paesaggio sono strettamente legati tra loro, fino a diventare il paradigma di un’idea del mondo che mette al centro l’«uomo-opera d’arte» nel suo tragico rapporto con la natura e l’indecifrabilità dei tempi moderni.

## Opere

### Monografie
- Beati se non sanno la loro miseria. Formazione e primi sviluppi del concetto di natura nella filosofia di Leopardi, introduzione di Elio Matassi, Cosenza, Periferia, 1996, 2ª ed. accresciuta 1997, ISBN 9788849803266.
- La benda sugli occhi. Teoria della conoscenza, etica e politica in Paul-Henri Thiry D’Holbach, introduzione Vittorio Mathieu, postfazione Ferdinando Abbri, Rubbettino, Soveria Mannelli, Rubbettino, 1999, ISBN 9788872844564.
- L’autore mio prediletto. In margine al leopardismo di Giuseppe Chiarini, Soveria Mannelli, Rubbettino, 2001, ISBN 8849801173.
- Giacomo Leopardi e il sublime. Archeologia e percorsi di una idea estetica, prefazione di Giovanni Lombardo, Soveria Mannelli, Rubbettino, 2002, ISBN 9788849803266.
- Rembrandt e lo specchio infranto della modernità, con Max Marra, Milano, Quaderni di Orfeo, 2004.
- Sull’orlo dell'invisibile. Il sublime nella Calabria del Grand Tour, Vibo Valentia, Monteleone, 2006, ISBN 8880270680.
- Avanti all’anima mia. Il paesaggio calabrese nello sguardo di Theodore Brenson, Lamezia Terme, Gigliotti Editori, 2010, ISBN 9788886273213.
- La Calabria nel Viaggio Pittoresco del Saint-non, Lamezia Terme, Koinè, 2011.
- Avanti all’anima mia. Il paesaggio calabrese nello sguardo di Theodore Brenson, 2ª edizione ampliata, Reggio Calabria, Città del Sole, 2014, ISBN 9788873517986.
- Sull’orlo dell'invisibile. Il sublime nella Calabria dei viaggiatori, Reggio Calabria, Laruffa, 2015, ISBN 9788872214480.
- Le idee estetiche di Pietro Ardito, Davoli, Il Testo Editor, 2019, ISBN 978-88-99017-29-3.
- Leopardi e L’Infinito, postfazione di Giuseppe Rando, Cosenza, Pellegrini, 2019, ISBN 9788868227968
- Senza ombre di cerimonie. Sull'ospitalità nei Diari di viaggio in Calabria di Edward Lear, Cosenza, Pellegrini, 2020, ISBN 9788868228880.
- Per la Calabria selvaggia. 109 disegni inediti di Edward Lear. Dalla Collezione della Central Library di Liverpool, Reggio Calabria, Iiriti, 2021, ISBN 9788864941653.
- Per la Calabria selvaggia. 109 disegni inediti di Edward Lear. Dalla Collezione della Central Library di Liverpool, seconda edizione, Reggio Calabria, Laruffa, 2022, ISBN 9788872218532.
- Edward Lear. Cronache di un viaggio a piedi nella Calabria del 1847, Reggio Calabria, Laruffa, 2022, ISBN 9788872217047.
- Edward Lear. Giornale di viaggio a piedi in Calabria, traduzione di Giuseppe Isnardi, Reggio Calabria, Laruffa, 2023, ISBN 9788872218372.
- In viaggio con Edward Lear. Ospitalità e gastronomia nel Giornale di viaggio in Calabria, Reggio Calabria, Laruffa, 2023, ISBN 9788872214664.
- Alla Tavola del Grand Tour. Ospitalità e gastronomia nella letteratura di viaggio in Calabria, con O. Cavalcanti, Lamezia Terme, Koinè 2022, ISBN 9788894622218.
- Silenziosa luna e altri sublimi leopardiani, con dieci tavole inedite di Max Marra, Li - Edizioni Libritalia, 2023, pp. 72 (cofanetto + libro), ISBN 9788855483339.
- Lontananze e Ritorni, introduzione di Giovanna Romanelli, Li - Edizioni Libritalia, 2024, ISBN 9788855483575.
- Solitudini. Pensieri nella notte di un mattino, Reggio Calabria, Laruffa, 2024, ISBN 978-88-7221-896-9.
- Memorie di viaggiatori nel lametino, Reggio Calabria, Laruffa, 2025, ISBN 9791282027014.

### Opere su Edward Lear
- Senza ombre di cerimonie. Sull'ospitalità nei Diari di viaggio in Calabria di Edward Lear, Cosenza, Pellegrini, 2020, ISBN 9788868228880.
- Per la Calabria selvaggia. 109 disegni inediti di Edward Lear. Dalla Collezione della Central Library di Liverpool, Reggio Calabria, Iiriti, 2021, ISBN 9788864941653.
- Per la Calabria selvaggia. 109 disegni inediti di Edward Lear. Dalla Collezione della Central Library di Liverpool, seconda edizione, Reggio Calabria, Laruffa, 2022, ISBN 9788872218532.
- Edward Lear. Cronache di un viaggio a piedi nella Calabria del 1847, Reggio Calabria, Laruffa, 2022, ISBN 9788872217047.
- Edward Lear. Giornale di viaggio a piedi in Calabria, traduzione di Giuseppe Isnardi, Reggio Calabria, Laruffa, 2023, ISBN 9788872218372.
- In viaggio con Edward Lear. Ospitalità e gastronomia nel Giornale di viaggio in Calabria, Reggio Calabria, Laruffa, 2023, ISBN 9788872214664.
- Edward Lear. Giornale di viaggio a piedi in Calabria, edizione, introduzione e commento a cura di Raffaele Gaetano, Reggio Calabria, Laruffa, 2025, ISBN 9791282027151.
- Edward Lear. Journals of a landscape painter in Calabria, edited by Raffaele Gaetano, Reggio Calabria, Laruffa, 2025, ISBN 9791282027403.

### Curatele
- Giuseppe Chiarini, Della filosofia leopardiana. Dialogo tra un filosofo giobertiano e un razionalista, edizione, introduzione e commento a cura di Raffaele Gaetano, Soveria Mannelli, Rubbettino, 2000, ISBN 8872849071.
- Domenico Anzelmi, Estetica di lettere ed arti belle, edizione, a cura di Raffaele Gaetano, Soveria Mannelli, Rubbettino, 2003, ISBN 88-498-0605-1.
- Pietro Ardito, Artista e Critico, edizione, introduzione e commento a cura di Raffaele Gaetano, Soveria Mannelli, Rubbettino, 2004, ISBN 88-498-0735-X.
- Elio Matassi, Fulco Pratesi, Walter Pedullà, La Bellezza, a cura e con un saggio introduttivo di Raffaele Gaetano, Soveria Mannelli, Rubbettino, 2005, ISBN 88-498-1110-1.
- Gianvincenzo Gravina, Della ragion poetica, a cura di Raffaele Gaetano, Soveria Mannelli, Rubbettino, 2006, ISBN 9788849815726.
- Jean-Claude Richard de Saint-Non, Viaggio Pittoresco, a cura di Raffaele Gaetano, Soveria Mannelli, Rubbettino, 2009, ISBN 9788849824162.
- Pietro Ardito. Sacerdote, Letterato, Estetico, a cura e con un saggio di Raffaele Gaetano, Atti del Convegno di Studi (Lamezia Terme, 2021-2022), Soveria Mannelli, Rubbettino, 2022, ISBN 9788849872965.